# ایستگاه راه‌آهن بریستول تمپل میدز
ایستگاه راه‌آهن بریستول تمپل میدز (انگلیسی: Bristol Temple Meads railway station) یکی از اصلی‌ترین و مهم‌ترین ایستگاه‌های راه‌آهن کشور انگلستان در شهر بریستول است.
این ایستگاه که در سال ۱۸۴۰ تأسیس شده دارای ۱۳ سکو می‌باشد و از طریق خط اصلی بزرگ غربی به شهر لندن متصل میشود.

## نگارخانه

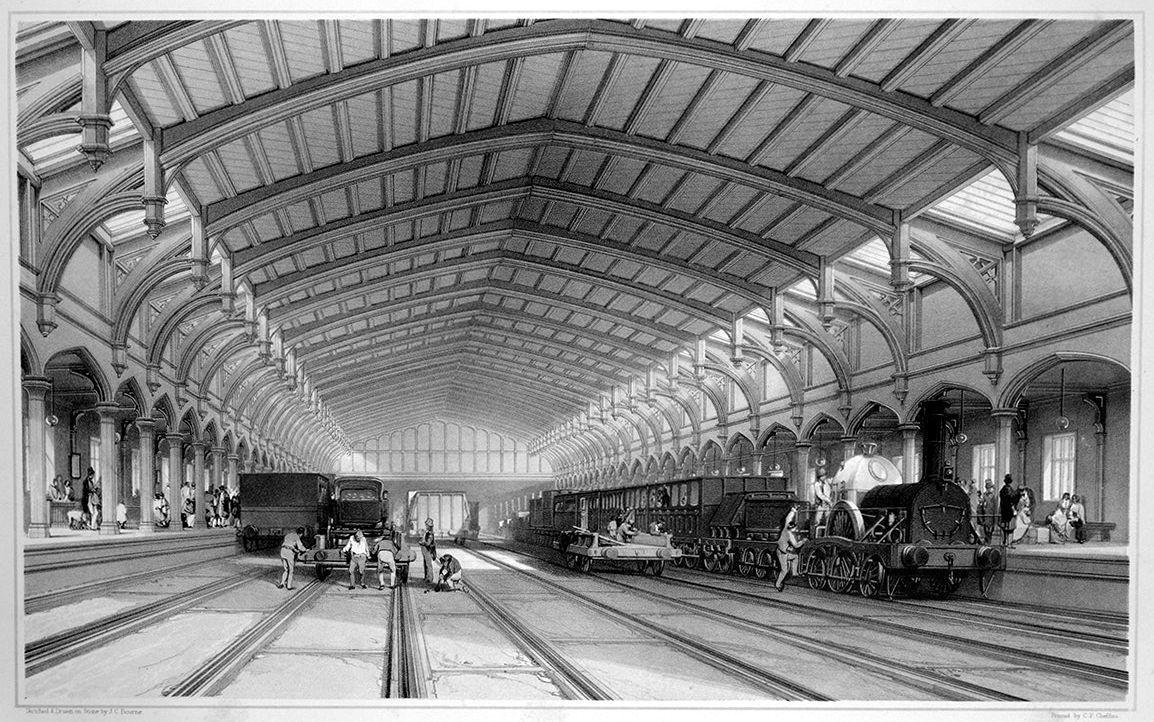
۱۸۴۳
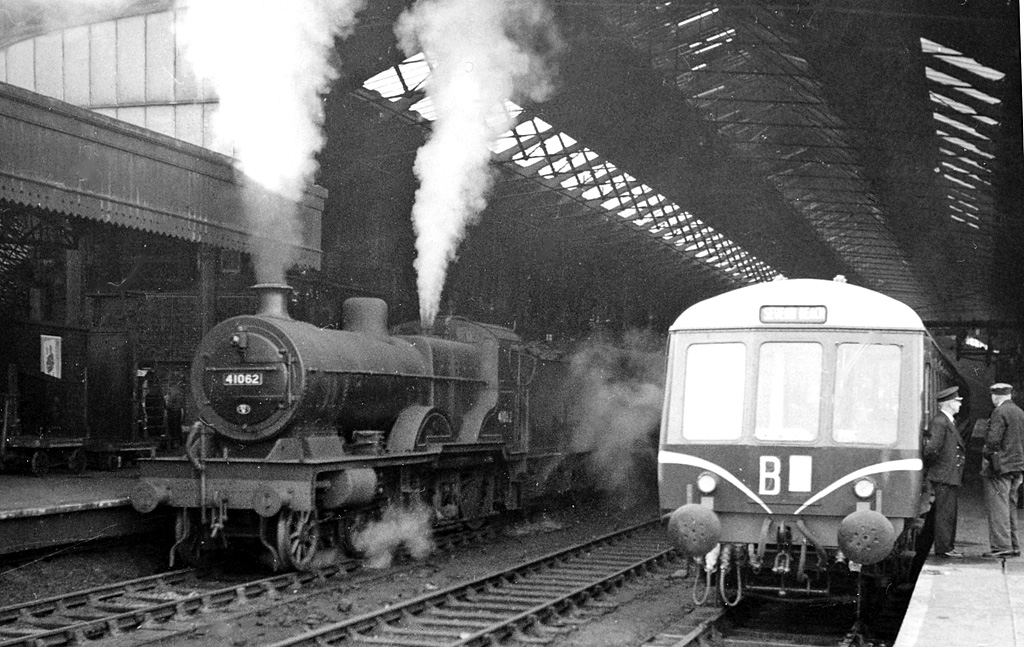
۱۹۵۸
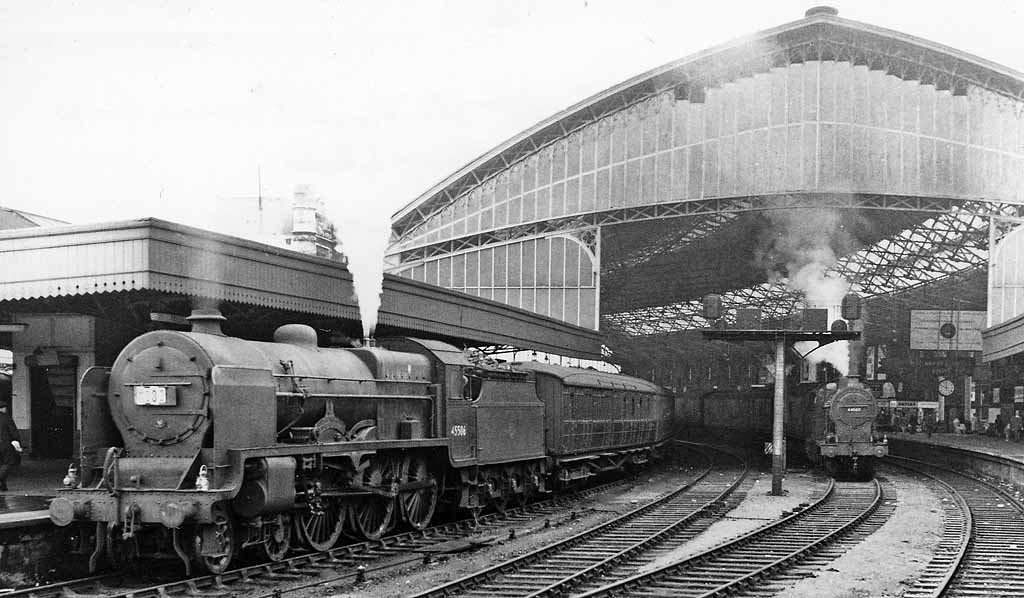
۱۹۶۰
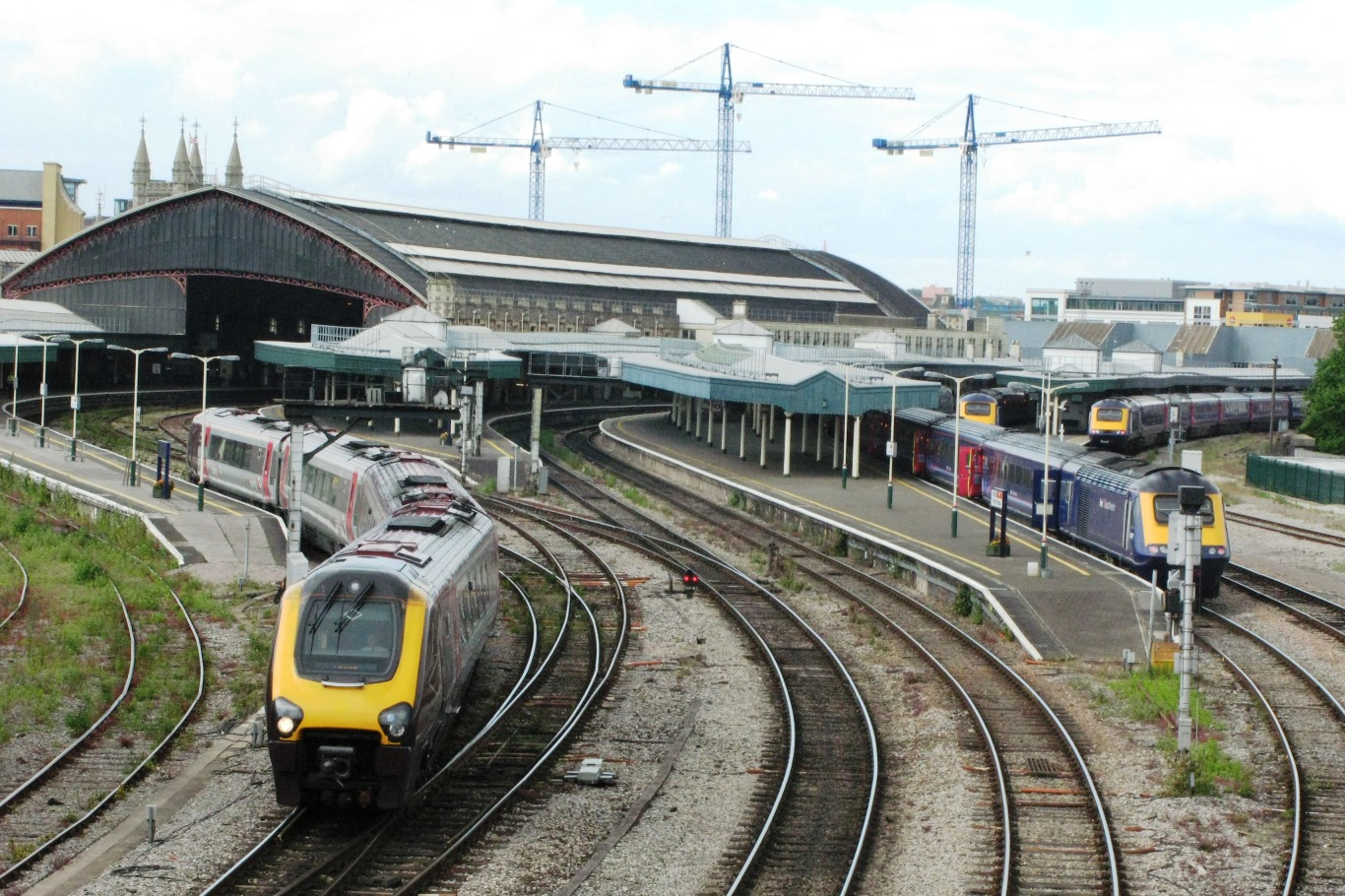
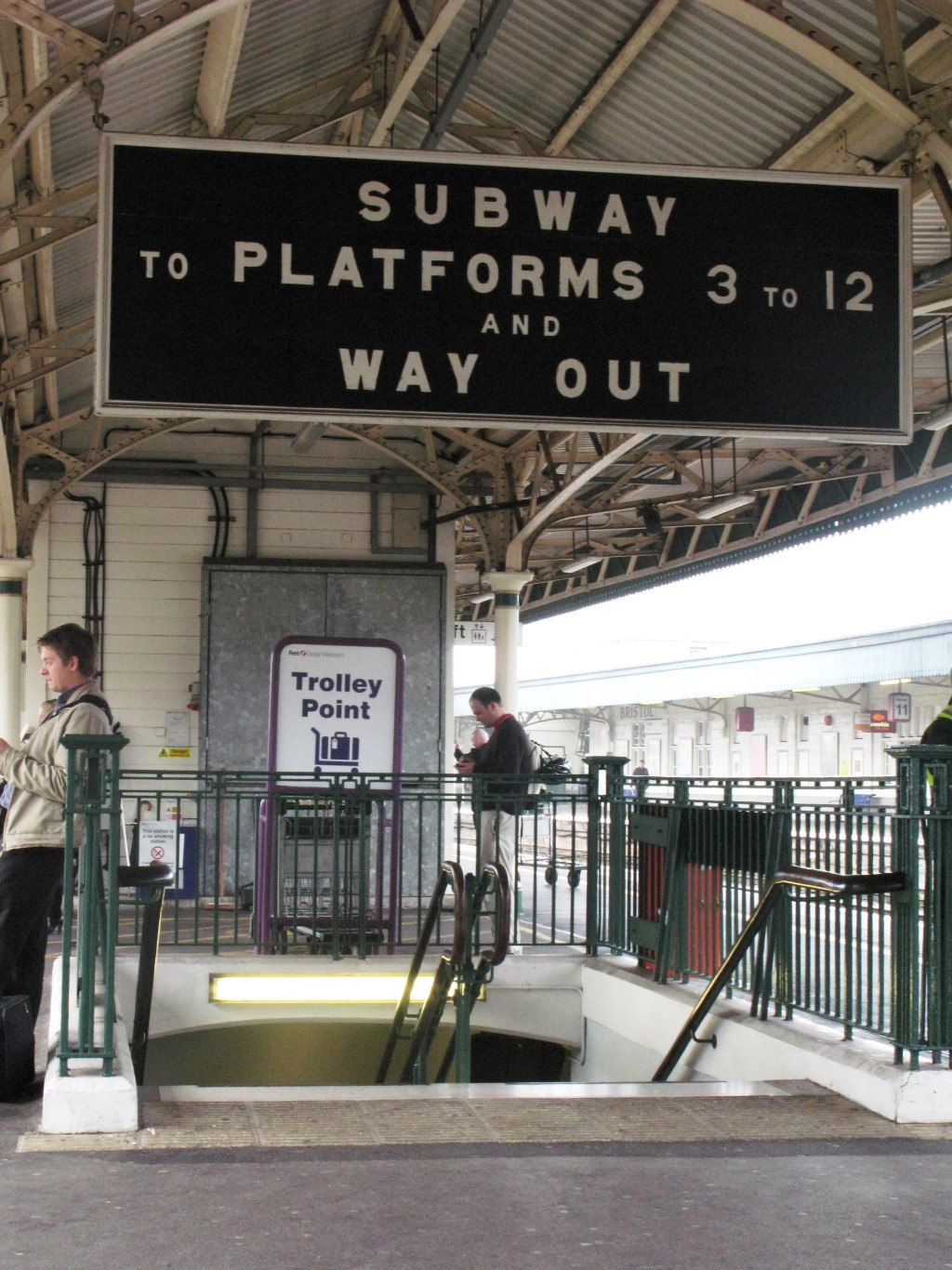
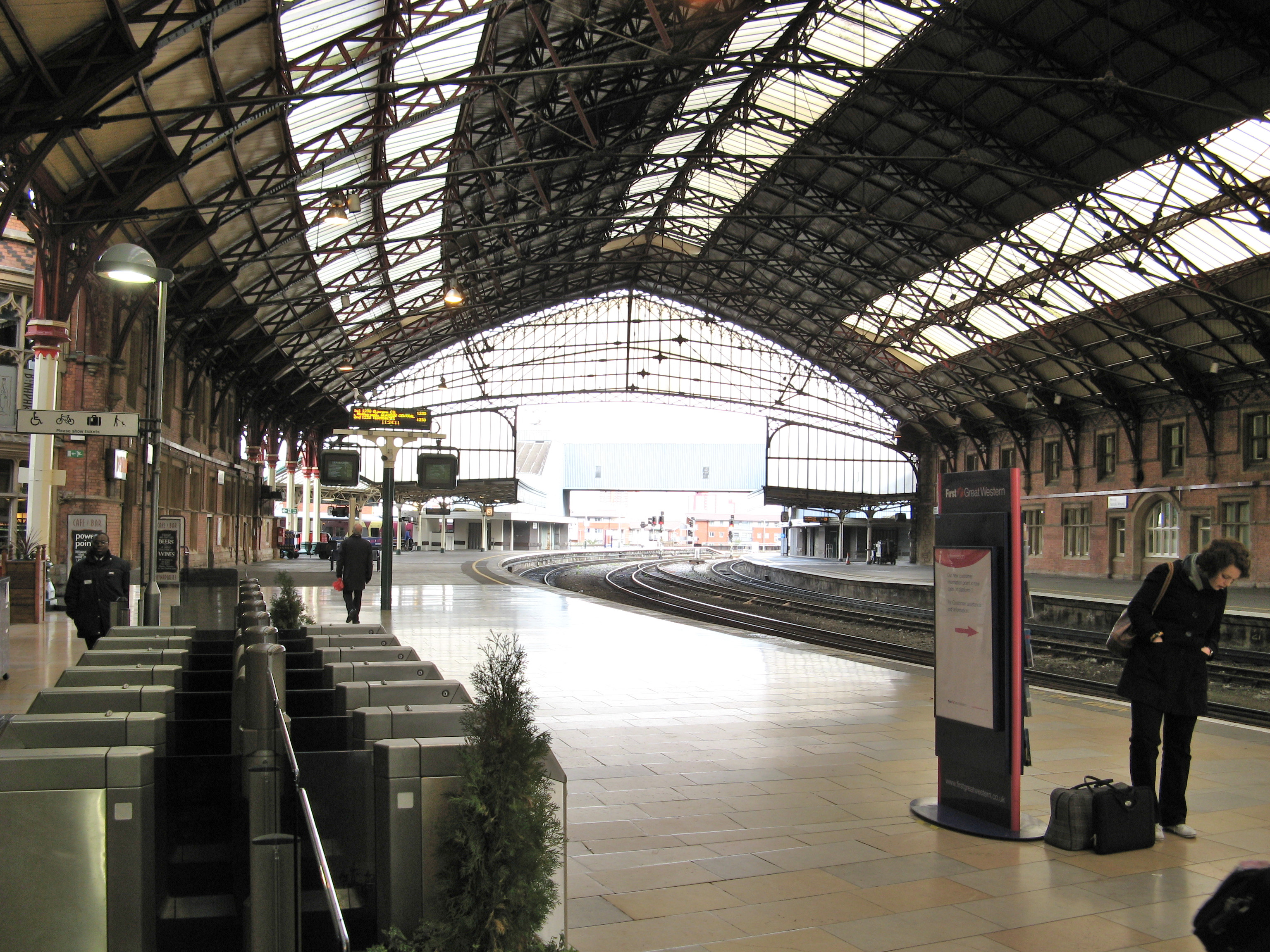
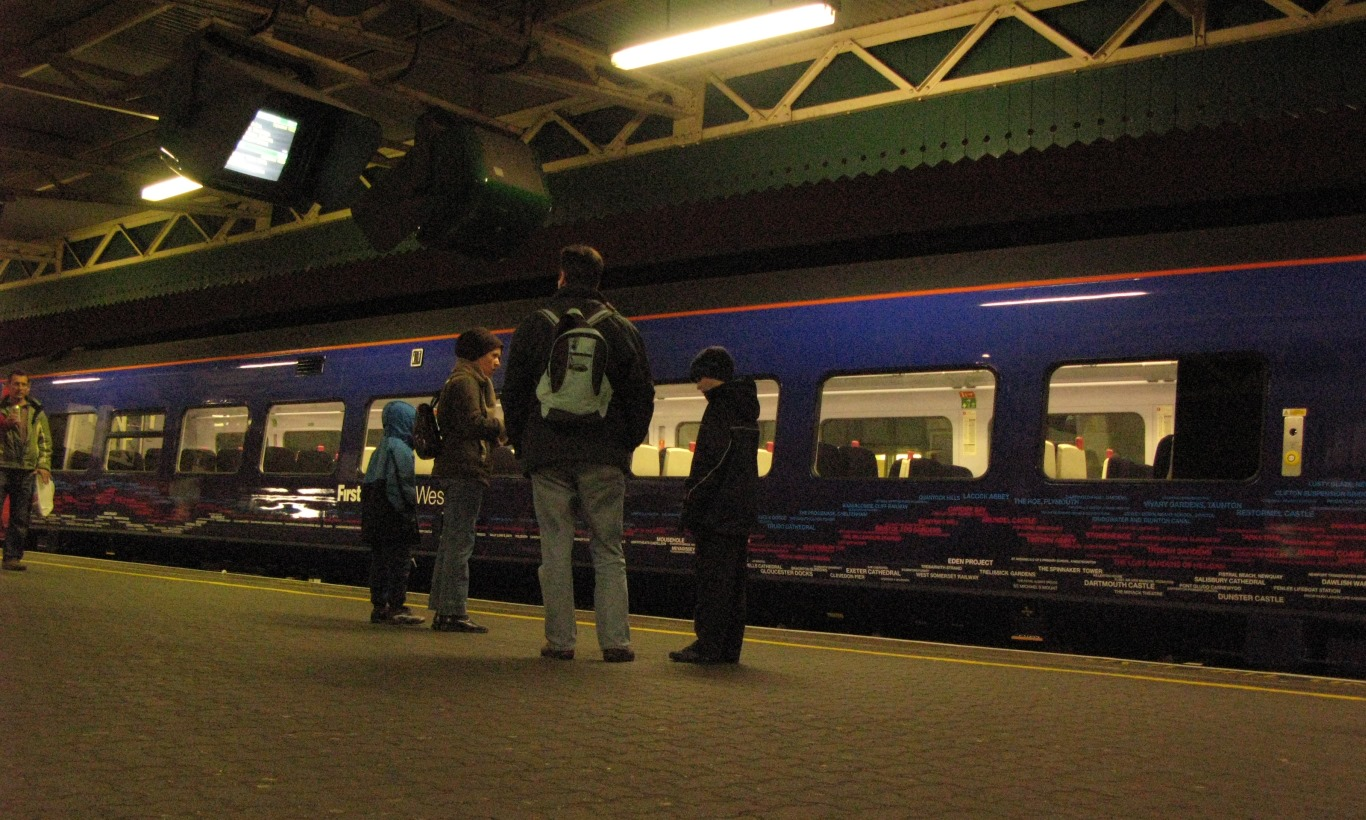